# جوديث برنارد
جوديث برنارد (بالفرنسية: Judith Bernard )‏ (و. 1972 – م) هي ممثلة، من فرنسا.